# Kevin McNally
Pour les articles homonymes, voir McNally.
Kevin McNally est un acteur et scénariste britannique né le 27 avril 1956 à Bristol (Royaume-Uni).

## Biographie
Né à Bristol, il obtient une bourse en 1973 lui permettant d'étudier à la Royal Academy of Dramatic Art, où en 1975 il remporte la médaille d'or du Meilleur Acteur Bancroft. Son rôle le plus célèbre est celui de Joshamee Gibbs dans les films Pirates des Caraïbes. McNally réside actuellement à Londres, avec l'actrice Phyllis Logan et leurs deux enfants.

## Filmographie

### Au cinéma
- 1977 : L'Espion qui m'aimait de Lewis Gilbert : HMS Ranger Crewman
- 1980 : Du sang sur la Tamise : Irish Youth
- 1982 : Enigma de Jeannot Szwarc : Bruno
- 1985 : Not Quite Paradise de Lewis Gilbert : Pete
- 1985 : Berlin Affair de Liliana Cavani : Heinz von Hollendorf
- 1987 : Cry Freedom de Richard Attenborough : Ken
- 1995 : Spectromania-Massage : Craig Byatt
- 1995 : Pullman paradis : Tom Donahue
- 1997 : Spice World, le film de Bob Spiers : policier
- 1998 : Pile et Face de Peter Howitt : Paul
- 1999 : Haute Voltige de Jon Amiel : Haas
- 2000 : When the Sky Falls : Tom Hamilton
- 2001 : Crust : Bill Simmonds
- 2001 : Rouge à lèvres et arme à feu de Mel Smith : Mason
- 2002 : Eddie Loves Mary
- 2003 : Johnny English de Peter Howitt : Premier ministre
- 2003 : Pirates des Caraïbes : La Malédiction du Black Pearl de Gore Verbinski : Joshamee Gibbs
- 2004 : De-Lovely : Gerald Murphy
- 2004 : Dead Fish : Rosenheim
- 2004 : Le Fantôme de l'Opéra de Joel Schumacher : Buquet
- 2006 : Irish Jam : Lord Hailstock
- 2006 : Scoop de Woody Allen : Mike Tinsley
- 2006 : Pirates des Caraïbes : Le Secret du coffre maudit de Gore Verbinski : Joshamee Gibbs
- 2007 : Pirates des Caraïbes : Jusqu'au bout du monde de Gore Verbinski : Joshamee Gibbs
- 2008 : Walkyrie de Bryan Singer : Carl Friedrich Goerdeler
- 2011 : Pirates des Caraïbes : La Fontaine de Jouvence de Rob Marshall : Joshamee Gibbs
- 2012 : Hamilton : Dans l'intérêt de la nation : Harold Smith
- 2012 : L'Ombre du mal de James McTeigue : Maddux (le rédacteur du journal de Baltimore)
- 2016 : L'Homme qui défiait l'infini : Percy Alexander MacMahon
- 2017 : Pirates des Caraïbes : La Vengeance de Salazar de Joachim Rønning et Espen Sandberg : Joshamee Gibbs
- 2019 : Robert the Bruce de Richard Gray
- 2024 : Apartment 7A de Natalie Erika James : Roman Castevet

### À la télévision

#### Téléfilms
- 1980 : Maria Marten : Bill
- 1983 : The Bad Sister
- 1983 : A Brother's Tale : Bonny Taylor
- 1988 : The Contract : Johnny Donoghue
- 1989 : Act of Will : Vincent Crowther
- 1989 : Dream Baby : Slick
- 1990 : Murder East - Murder West : Regine's boyfriend in the East
- 1990 : Jekyll & Hyde : sergent Hornby
- 1992 : A Masculine Ending : Andrew Gardner
- 1992 : Common Pursuit : Stuart Thorn
- 1992 : Stalin : Kirov
- 1994 : La Bible: Abraham (Abraham) : Nahor
- 1995 : Message : Craig
- 1995 : Eleven Men Against Eleven : Jake Leach
- 1995 : The Smiths : Clive Smith
- 1996 : The Precious Blood : Billy McVea
- 2001 : Conspiration (Conspiracy) : sous-secrétaire Martin Luther
- 2002 : Shackleton : Frank Worsley
- 2007 : Diana : À la recherche de la vérité (The Murder of Princess Diana) : Charles Davis
- 2009 : Margaret : Kenneth Clarke
- 2013 : The Challenger Disaster (The Challenger) de James Hawes

#### Séries télévisées
- 1976 : Moi Claude empereur (feuilleton TV) : Castor
- 1977 : Poldark II (feuilleton TV) : Drake Carne
- 1978 : La Couronne du diable (série télévisée) : Henry
- 1981 : Masada (feuilleton TV) : Norbanus
- 1982 : Praying Mantis (série télévisée) : Bernard
- 1984 : Diana (feuilleton TV) : John Leigh
- 1984 : Doctor Who (série télévisée) The Twin Dilemma : lieutenant Hugo Lang
- 1988 : Thin Air (feuilleton TV) : Mark Gentian
- 1990 : Tygo Road (série télévisée)  : Adam Hartley
- 1993 : Love and Reason (feuilleton TV) : Phil Spencer
- 1994 : Screen Two : Tommy O'Neill
- 1996 : Frontiers - Saison 1 épisode 1 à 6 : Supt. Graham Kirsten
- 1997 : Underworld (série télévisée) : M. Jezzard
- 1997 : Dad (série télévisée) : Alan Hook
- 1999 : Up Rising (feuilleton TV) : Terry Gaines
- 1999 : Inspecteur Barnaby (feuilleton TV) : Orville Trudway (saison 2, Et le sang coulera)
- 2001 : Bedtime (série télévisée) : Simon (Series 2) (2002)
- 2004 : Dunkirk (feuilleton TV) : Maj Gen Harold Alexander
- 2007 : Life on Mars (série télévisée) : commissaire Harry Woolf
- 2010 : Inspecteur Barnaby (feuilleton TV) : Gerald Farquaharson (saison 13, Mort par KO)
- 2011 : Downton Abbey (série télévisée) : Horace Bryant
- 2011-2012 : Supernatural (série télévisée) : Frank Deveraux (saison 7, ép. 6-11-16-20)
- 2013 : The Mill (en) (série télévisée) : M. Timperley
- 2014-2017 : Turn : Richard Woodhull
- 2014 : 24: Live Another Day (série télévisée) : un agent russe
- 2017 : Designated Survivor : général Harris Cochrane
- 2017 : Maigret et la Nuit du Carrefour (Night at the Crossroads) : Inspecteur Grandjean
- 2018 : ABC contre Poirot (The ABC Murders) (mini-série) : inspecteur Japp
- 2018 : Das Boot : Samuel  Greenwood  Sr
- 2018 : The Outpost : le forgeron (the smith)
- 2019 : Catherine the Great (série TV) : Alexeï Orlov
- 2020 : The Crown : Bernard Ingham
- 2021 : Doctor Who (série télévisée) Village of the Angels : Professeur Eustacius Jericho
- 2023 : Stonehouse : député, amant et espion (Stonehouse) : Harold Wilson

2018: The Outpost: le forgeron, monsieur smith

## Ludographie
- 2007 : Pirates des Caraïbes : Jusqu'au bout du monde : Joshamee Gibbs
- 2012 : Assassin's Creed III : Robert Faulkner
- 2013 : Disney Infinity  : Joshamee Gibbs
- 2019 : Kingdom Hearts III : Joshamee Gibbs (doublage, version anglophone)
- 2021 : Sea of Thieves : Joshamee Gibbs (contenu téléchargeable)

## Voix francophones
En version française, Jacques Frantz, décédé en 2021, est la voix la plus régulière de Kevin McNally. Il le double dans Rouge à lèvres et arme à feu, la franchise Pirates des Caraïbes, Diana : À la recherche de la vérité, Walkyrie et L'Ombre du mal.
Si Bernard Métraux (Supernatural et Downton Abbey) et Achille Orsoni (Life on Mars et Unforgotten) le doublent chacun à deux reprises, il est doublé par de nombreux comédiens à titre exceptionnel tels que Marcel Guido dans Haute Voltige, Antoine Tomé dans Scoop, Martin Spinhayer dans Turn, Frédéric Cerdal dans Legend, Hervé Caradec dans Designated Survivor, Philippe Catoire dans The Good Fight, Pascal Casanova dans The Outpost, Jean-Luc Atlan dans Das Boot, Serge Faliu dans Catherine the Great, Bernard Gabay dans The Crown, Patrick Bonnel dans Stonehouse, Emmanuel Jacomy dans La Petite Ferme enchantée, Gabriel Le Doze dans Faux-semblants et Daniel Nicodème dans Alex Rider. 
En version québécoise, Jean-Marie Moncelet le double dans les films Pirates des Caraïbes, à l'exception du quatrième volet. Dans ce dernier, c'est François Sasseville qui le remplace et il retrouve Kevin McNally dans L'Ombre du mal.